# Міфтахетдін Акмулла
Акмулла (башк. Аҡмулла, каз. Ақмолла, тат. Акмулла; справжнє ім'я — Міфтахетдін Камалетдинович Камалетдінов (башк. Камалетдинов Мифтахетдин Камалетдин улы, каз. Мифтахетдин Камалетдинұлы Мұхамедияров)); нар. 14 (27) грудня 1831 рік, Туксанбаєво, Белебеєвський повіт Оренбурзької губернії — пом. 8 (21) жовтня 1895 рік, Сиростан, Троїцький повіт Оренбурзької губернії) — башкирський, казахський і татарський просвітитель, поет, мислитель. Міфтахетдін Акмулла є найбільшим представником башкирської поезії XIX століття, що зробив вплив на всю подальшу національну літературу. Також справив великий вплив на розвиток казахської і татарської літератур. Його творчість була широко відома серед туркменів, каракалпаків та інших тюркомовних народів.

## Біографія
Народився 14 (27) грудня 1831 року в селі Туксанбаєво Кульїль-Мінської волості Белебеєвського повіту Оренбурзької губернії (нині Міякинського району Республіки Башкортостан).

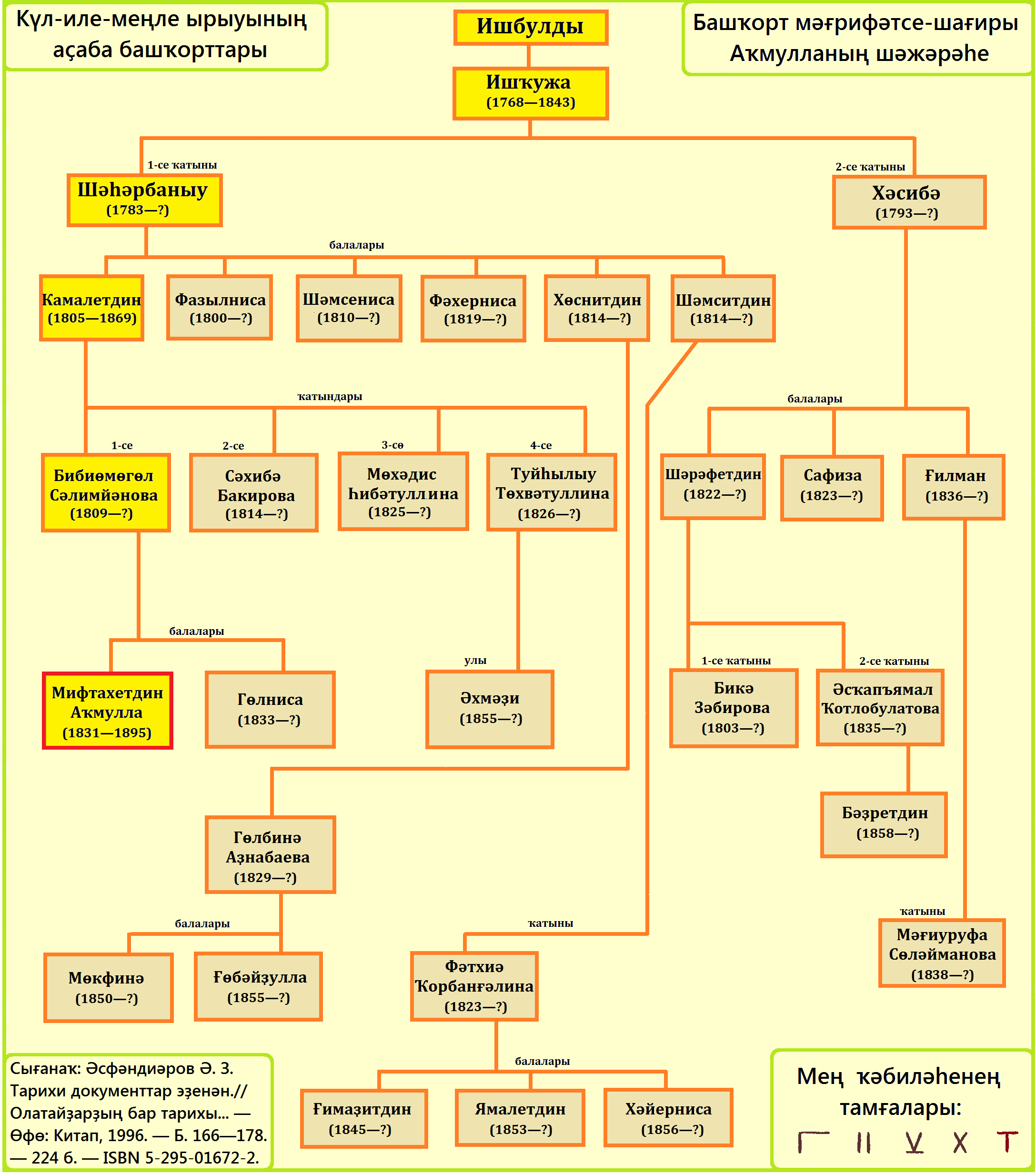

Згідно ревізьких казок XIX століття, батько — Камалетдин Іскужін (нар. 1805), наказний імам, мати — Бібіуммугульсум Салімьянова (нар.. 1809), обидва є башкирами-вотчинниками Кульїль-Мінської волості Белебеєвського повіту. На думку казахських дослідників, батьком Акмулли є казах Мухаммедьяр Різаітдін Фахретдінов пише, що батько Акмулли був башкиром, а мати з «казанців».
Початкову освіту майбутній поет здобув у рідному селі, вчився в медресе сусідніх сіл Менеузтамак та Анясево, був шакирдом медресе в селі Стерлібашево, де отримував уроки у знаменитого поета-суфія Шамсетдина Закі. Згодом Акмулла жив і працював у різних місцях: навчав дітей, займався різними ремеслами, зокрема, працював теслею, а також отримав популярність як талановитий поет-імпровізатор. У його становленні як мислителя велику роль відіграла дружба з мусульманським релігійним діячем Зайнуллою Расулевим. Не в змозі жити на одному місці, у 25 років він вирушив подорожувати. Згідно X ревізії 1859 року, Міфтахетдін у 28-річному віці ще жив у родині батька.
Акмулла мандрував півднем Башкортостану, а потім по Заураллю. Міфтахетдін Акмулла на своїй підводі, в спеціальних відсіках якої він зберігав книги і рукописи, столярні та інші інструменти, кочував башкирськими аулами верхів'їв Уралу, Агідели, долини річки Міас, а також у степах Казахстану, поширюючи серед людей гуманістичні ідеї, в тому числі погляди мусульманських просвітителів. Навесні і влітку, переїжджаючи з аулу в аул, з яйляу на яйляу, на сабантуях змагався з відомими сесенами в мистецтві поетичної імпровізації, а також читав свої вірші перед людьми.
Не з чуток знаючи життя простого народу, Міфтахетдін Акмулла сам відчував утиски з боку багатіїв. За доносом казахського бая Батуча Ісянгильдіна був засуджений за ухилення від служби в царській армії і на чотири роки (1867—1871 рр.) його помістили до Троїцької в'язниці. Будучи в ув'язненні, Акмулла створив багато широко відомих творів: «Місце моє — в зіндані» («Мәҡамым минең — зіндані») та інші.
Смерть Акмулли була несподіваною та трагічною. У ніч на 14 (27) грудня 1895 року по дорозі з Троїцька до Златоуста, неподалік Міасського заводу, що біля залізничної станції Сиростан, був убитий. Похований на мусульманському кладовищі Міаса.

## Творчість
За версією башкирських вчених, більшість своїх творів Акмулла створював башкирською та казахською мовами, а також мовою тюрки. Згідно інформації дослідників старотатарської літератури, мова більшості творів Акмулли — змішана казахсько-татарська, оскільки поєднує в собі елементи обох мов. Зустрічаються також деякі елементи башкирської мови. Окремі вірші написані в повній відповідності з канонами старотатарської літературної мови. До Жовтневого перевороту його книги виходили татарською мовою, з частим включенням окремих башкирських і казахських слів та словосполучень, ідіоматичні вирази і порівняння, демонструючи традиційні образи башкирського і казахського фольклору.
Акмулла проповідував просвітницькі ідеї, розглядав поезію як засіб безпосереднього спілкування з народом. Тому мова його творів більш доступна, містить порівняно менше арабизмів та фарсизмів, характерних для літературної мови того часу. Акмулла писав свої вірші здебільшого в класичній формі рубаї, але використовував й інші поетичні форми.
Творчість Міфтахетдіна була пронизане гуманістичними ідеями того часу. У своїй творчості він проповідував просвітницькі ідеї, стверджував прагнення людини до світу і прогресу. Все це здійснило позитивний вплив на розвиток літератури багатьох тюркомовних народів. Його псевдонім Акмулла означає «світлий, праведний вчитель».
У вірші «Башкири, всім нам потрібно вчитися!» Акмулла одним з перших звернувся до башкирського народу із закликом оволодівати знаннями.
Погляди, ідеали, філософські уявлення Акмули народилися в боротьбі проти феодальної відсталості, релігійного фанатизму і проявів середньовічної схоластики, проти гноблення народу в Башкортостані та Казахстані. Основним способом домогтися полегшення життя простого народу він бачив у навчанні, в оволодінні знаннями, у викоріненні невігластва. У світогляді Акмулли центральне місце займало питання про місце знань в житті суспільства. Дотримувався позицій ідеалізму в розумінні законів суспільного розвитку, вважав, що соціальне безправ'я народу можна усунути шляхом просвітництва. Це відбилося, наприклад, у вірші «Повчання».
Для Акмулли центральне місце в системі його цінностей займали знання і вихованість, внутрішня чистота людини, проблеми морального, етичного порядку.
Творчість Акмулли утворило цілу поетичну школу. Вплив його творчості відзначали Габдулла Тукай, Мажит Гафурі, Шайзада Бабич, Даут Юлтий, Шафік Амінеє-Тамьяниі, Сайфи Кудаш тощо. Міфтахетдін Акмулла широко відомий не тільки в Башкортостані, Казахстані і Російської Федерації, але і в країнах СНД.
До теперішнього часу збереглося далеко не все з творчої спадщини Міфтахетдіна Акмулли. У 1981 році з нагоди ювілею поета Башкирським книжковим видавництвом випущений башкирською мовою однотомник творів. До книги, яка є найбільш повною порівняно з попередніми збірками Акмулли, увійшло більше трьох тисяч рядків. Однак багато творів поета або ще не знайдені, або, можливо, зовсім втрачені. Причиною тому було те, що Акмулла більшу частину своїх творів зберігав у пам'яті, оскільки вони створювалися для усного виконання. Вірші поета поширювалися в усній, рукописній формі по аулах і кочевьям. У 1892 році елегія «Пам'яті Шігабутдіна Марджані» була видана окремою книгою в Казані. Ця невелика книга стала першим і останнім прижиттєвим виданням творів поета.

## Літературні твори і публікації
- «Моє місце — в зіндані»
- «Башкири мої, треба вчитися!»[11]
- «Елегію в пам'ять про Шигабутдине Марджані»
- «Повчання» («Нәсихәттәр»)
- «Лист батькові» («Атайыма хат»)
- Пам'яті Шігабутдіна Марджані. Казань, 1892 (татарською мовою)
- Пам'яті Шігабутдіна Марджані та інші вірші. Казань, 1907 (татарською мовою)
- Збірка віршів. Алма-Ата, 1935 (казахською мовою.)
- Акмулла. Вірші. Уфа, Башкнигоиздат, 1981, 223 с. (башкірською мовою)
- Кажуть…
- Весна
- Ось слово Акмулли

## Пам'ять

Пам'ятник Міфтахетдіну Акмуллеі в Уфі

- У 1911—1916 рр. виходить сатиричний журнал для мусульман «Акмулла».
- На батьківщині поета — на хуторі Туксанбаєво Міякинського району у 1981 році створено Музей Міфтахетдіна Акмулли.
- У 1980 році заснована премія імені Акмулли за твори літератури і мистецтва. (Лауреати премії: Рашит Шакуров (1989), Ахат Вільданов (1990), Розалія Султангарєєва (1993), Роза Сахаутдінова (1994), Газім Шафіков (1995) та інші).
- Ім'я поета носить Башкирський державний педагогічний університет.
- 8 жовтня 2008 року в Уфі був відкритий пам'ятник Міфтахетдіну Акмуллі в однойменному сквері на майданчику перед педагогічним університетом на вулиці Жовтневої революції[12].
- На честь поета названо муніципальну газету Міякинського району — «Аҡмулла төйәге» (башкірською — «рідна земля Акмулли»).
- Випускається щотижневий літературно-гумористичний додаток «Акмулла» до республіканської газети «Башкортостан».
- На честь поета названа вулиця в Альметьєвську (Татарстан).